# Legacy of Kings
Legacy of Kings je druhé řadové album heavy metalové kapely HammerFall, nahrané v roce 1998 ve Studio Fredman (Švédsko), producentem je Fredrik Nordström. Obal nakreslil Andreas Marshall. Album vyšlo 28. září 1998 u Nuclear Blast.Na skladbách se stále podílel i Jesper Strömblad, přestože již nebyl stálým členem kapely.
Vydání alba předcházel singl Heeding the Call, který vyšel 3. srpna 1998.
V roce 2004 vyšla reedice alba.
7. prosince 2018 vyšla na 2CD a DVD výroční edice Legacy of Kings (20 Year Anniversary Edition). CD1 obsahuje remasterované skladby z alba Legacy of Kings. CD2 bonusy v podobě coverů ("Eternal Dark", "I Want Out" a "Man on the Silver Mountain"), instrumentální skladby sestavenou ze skladeb z alba Legacy of Kings, živé nahrávky("Heeding the Call", "Let the Hammer Fall", "Legacy of Kings", "At the End of the Rainbow" a "Stronger Than All") a demo verze.

## Seznam skladeb
1. "Heeding the Call" (Dronjak/Cans/Strömblad) – 4:30
2. "Legacy of Kings" (Dronjak/Cans/Strömblad) – 4:13
3. "Let the Hammer Fall" (Dronjak/Cans/Strömblad) – 4:16
4. "Dreamland" (Dronjak/Cans/Strömblad) – 5:40
5. "Remember Yesterday" (Dronjak/Cans/Strömblad) – 5:02
6. "At the End of the Rainbow" (Dronjak/Cans/Mück) – 4:05
7. "Back to Back" (Pretty Maids cover) – 3:39
8. "Stronger Than All" (Dronjak) – 4:29
9. "Warriors of Faith" (Dronjak/Cans/Strömblad) – 4:45
10. "The Fallen One" (Dronjak/Cans/Strömblad) – 4:23
11. "Ravenlord" – 3:29 (bonus track na amerických vydáních)
12. "Eternal Dark" – 3:07 (japonská verze)
13. "Stone Cold (Live) – 7:02 (japonská verze)

## Sestava
- Joacim Cans – zpěv
- Oscar Dronjak – kytara
- Stefan Elmgren – kytara
- Magnus Rosén – baskytara
- Patrik Rafling – bicí